# Gabriele Parma
Gabriele Parma, né le 12 novembre 1975 à Chiavari est un dessinateur italien de bande dessinée.

## Biographie
Né à Chiavari le 12 novembre 1975.

Diplômé de l'Itis G Natta, il a ensuite intégré l'école de bande dessinée de Chiavari, où il a collaboré avec Enrico Bertozzi et Renzo Callegari.

## Publications
- Œil de loup ; scénario de Marco Belli, chez Paristhan, 2007  (ISBN 978-2-9524306-1-6)
- Shimabara ; scénario de Maurizio Mantero, chez Clair de Lune, 2 tomes 2009
- L'Histoire de France pour les nuls chez First édition
  - t1- Les gaulois, scénario de Laurent Queyssi, 2011
  - t3- Des croisades aux templiers, scénario de Laurent Queyssi et Jean-Joseph Julaud, 2012[1]
- La Loi selon Roy Corman ; scénario de Marco Belli, Clair de Lune, 2011
- Marcas, maître franc-maçon 
 Le premier tome de la série est une adaptation du Rituel de l'ombre, prévue en deux tomes. Scénario d'Éric Giacometti et Jacques Ravenne, dessins de Gabriele Parma chez Delcourt, 2012,  (ISBN 978-2-7560-2141-6)
- Constance d'Antioche, princesse rebelle, éditions Delcourt, scénario de Jean-Pierre Pécau (2019-...)[2].